# Yu So-jeong
Yu So-jeong (nascida em 4 de junho de 1996) é uma handebolista sul-coreana. Integrou a seleção sul-coreana feminina que terminou na décima posição no handebol dos Jogos Olímpicos de Verão de 2016, realizados no Rio de Janeiro, Brasil. Atua como armadora direita e joga pelo clube SK Sugar Gliders. Competiu pela Coreia do Sul no Campeonato Mundial de Handebol Feminino de 2015, na Dinamarca.